# Julia Bea Soto
Julia Bea Soto (Sesma, Alta Navarra, 28 de enero de 1912-Burlada, Alta Navarra, 13 de octubre de 1989) fue una activista del Partido Comunista de España (PCE). 

## Biografía
Durante la Segunda República estuvo afiliada a las Juventudes Socialistas de Pamplona. En el Segundo Congreso de la Unión General de Trabajadores (UGT) de Navarra de febrero de 1933, fue elegida miembro del comité ejecutivo, encargada de Archivos y Estadísticas. Participó activamente en la campaña electoral legislativa del 19 de noviembre de 1933. 
En febrero de 1935, mientras vivía en Pamplona, se afilió al Partido Comunista y formó parte del Sindicato de Oficinistas. Con hermanos asesinados y reclutados forzosamente, durante la Guerra civil española de 1936, fue secretaria y mecanógrafa en el despacho de Dolores Ibarruri en Madrid.
Se casó con un brigadista alemán y, aunque tuvo la oportunidad de huir, se quedó en el puerto de Alicante, embarazada. Fue apresada en ese lugar. Tras varias detenciones, fue condenada a una pena de 30 años de prisión, que se redujeron a una pena de 15 años. Finalmente pasó ocho años en las prisiones de Ventas, Amorebieta y Segovia.
Tras salir de prisión, continuó su actividad política, y finalmente se fue a las Landas, donde vivió durante 8 años. Se casó con Marcelino Iriarte Martínez y se trasladó a los alrededores de París. Allí constituyó una organización de españoles donde todos los partidos políticos antifranquistas estaban representados. Continuó viviendo en Francia el resto de su vida y falleció el 13 de octubre de 1989, en Burlada, en una de sus visitas a su hermana María.

## Reconocimientos
- En 2024 el Ayuntamiento de Pamplona decidió poner los nombres de 10 mujeres represaliadas por el franquismo: Julia Bea Soto, Julia Fernández Zabaleta, Dora Serrano Serrano, Aurora Gómez Urrutia, Mª Luisa Elío Bernal, Josefina Guerendiain Caro, Nemesia Baztán Turrau, Ramona Zapatero Zapatel, Matilde Huici Navaz y Mª Carmen Húder Carlosena . [5] [6] [7]a las calles y plazas del barrio de Chantrea Sur.